# Яковенко, Николай Никитович
Николай Никитович Яковенко (род. 22 мая 1931 , село Горбулев, теперь Черняховского района Житомирской области - ум. 19.12.2015 , город Житомир, Житомирский район Житомирской области) — советский партийный и государственный деятель , 1-й секретарь Житомирского городского комитета КПУ.

## Биография
Родился в крестьянской семье.
В 1948—1949 годах — ученик школы фабрично-заводской учёбы № 116 города Брянки Ворошиловградской области. В 1949 году — проходчик шахты № 2/5 «Каменка» треста «Брянкауголь» Ворошиловградской области.
В 1950—1951 годах учился в Житомирском техникуме механической обработки древесины.
В 1951—1955 годах служил в рядах Советской армии (Северо-Кавказский военный округ). Был начальником радиостанции 76 дивизиона. Член КПСС .
В 1956—1959 годах возобновил обучение в Житомирском техникуме механической обработки древесины, окончил по специальности техник-технолог.
В 1959 году работал инструктором по труду Житомирского детского приемника управления внутренних дел (УВД). В 1959—1961 годах — мастер, инженер Житомирской фабрики музыкальных инструментов.
В 1961—1964 годах — инструктор промышленно-транспортного отдела Житомирского городского комитета КПУ. В 1964—1969 годах — заведующий промышленно-транспортным отделом Житомирского городского комитета КПУ.
В 1966 году заочно окончил Львовский лесотехнический институт по специальности инженер-механик.
В декабре 1969 — декабре 1973 года — 2-й секретарь Житомирского городского комитета КПУ.
В декабре 1973 — октябре 1987 года — 1-й секретарь Житомирского городского комитета КПУ.
В 1987—1989 годах — председатель комиссии партийного контроля Житомирского областного комитета КПУ.
В 1989—1991 годах — управляющий делами Житомирского областного комитета КПУ.
В 1991—1995 годах — директор-распорядитель Житомирского музыкально-драматического театра имени Ивана Кочерги.
В 1995—2000 годах — юрисконсультант Житомирского водоканала.
С 2000 года — на пенсии в городе Житомире.
Скончался 19 декабря 2015 года после продолжительной болезни. Похоронен на Новом кладбище в г.Житомире. 

## Награды
- орден Трудового Красного Знамени (1981).
- орден «Знак Почета» (1971).
- медаль «За трудовую доблесть» (1966).
- медаль «Ветеран труда» (1981).
- медали.
- грамота Президиума Верховного Совета УССР (1981).
- Почётный гражданин города Житомира.